# Куадри, Альберто
Альбе́рто Куа́дри (итал. Alberto Quadri; 9 января 1983, Брешиа) — итальянский футболист, игравший на позиции полузащитника.

## Карьера
Альберто Куадри — воспитанник клуба «Интернационале». Он начал свою карьеру в клубе «Специя», где выступал на правах аренды. Затем игрок был арендован «Мантовой», а позже «Падовой», «Монтикьяри» и клубом «Пиццигеттоне», где проявил себя, сделав хет-трик в матче с «Дженоа».
В феврале 2006 года подписал контракт с «Лацио». Римскому клубу была передана половина прав на футболиста, как часть сделки по переходу в стан «нерадзурри» Сезара. 6 ноября 2006 года Куадри дебютировал в составе «Лацио» в матче серии А с клубом «Эмполи» и отметился в этой игре голевым пасом, после которого Горан Пандев забил гол; игра завершилась вничью 1:1. Несмотря на столь удачный дебют, Альберто не выдержал конкуренции со стороны Стефано Маури.
В январе 2007 года он был арендован «Специей», куда перешёл несмотря на интерес со стороны «Асколи». Затем он играл за «Авеллино», «Перуджу», «Монцу» и «Таранто».